# Mariana Larroquette
Pour les articles homonymes, voir Larroquette.
Mariana Larroquette, née le 24 octobre 1992 à Buenos Aires, est une footballeuse internationale argentine. Elle joue au poste d'attaquante. Titulaire au sein de l'équipe nationale d'Argentine, elle participe à la Coupe du monde 2019 organisée en France.

## Biographie
Avec l'équipe d'Argentine, elle participe à la Copa América en 2014 puis en 2018. Elle se classe troisième de l'édition 2018.
En 2019, elle fait partie des 23 joueuses argentines retenues afin de participer à la Coupe du monde organisée en France.
Mariana Larroquette est aussi titulaire de la sélection argentine lors des Jeux panaméricains de 2019 au Pérou. Meilleure buteuse du tournoi avec cinq réalisations en cinq matchs. Elle remporte la médaille d'argent après une défaite aux tirs au but face à la Colombie.

## Palmarès

### En sélection
- Troisième de la Copa América en 2018 avec l'équipe d'Argentine
- Deuxième des Jeux panaméricains en 2019 avec l'équipe d'Argentine

### En club
- Vainqueur du tournoi d'ouverture de Championnat du Chili féminin de football en 2016 avec Universidad de Chile
- Vainqueur du Championnat d'Argentine féminin de football en 2018 et 2019